# Larga, Briceni
Larga este satul de reședință al comunei cu același nume  din raionul Briceni, Republica Moldova. Este situat la 19 km de orașul Briceni, 12 km de Lipcani și 256 km nord de Chișinău.

## Geografie
Satul are o suprafață de aproximativ 6,35 km², cu un perimetru de 13.56 km.
Între Larga și Pavlovca se întinde o alee de tei, monument de arhitectură peisagistică.

## Istorie
Prima atestare documentară a satului Larga datează din iulie 1429, când domnul Țării Moldovei Alexandru cel Bun îl întărea lui Dan Uncleata. Denumirea veche a satului este „Țicoteni”, în componența ținutului Hotin. În 1638 Nastea, fiica lui Ivan Vartic, dăruia părțile ei din Țicoteni ginerelui său, Ursu și nepoatei Antimia. În 1664 satul era vândut lui Prodan Drăgușescu, iar în 1698 Dumitrașco Drăgușescu, urmaș al lui Prodan, vindea acest sat lui Lupu Bogdan hatman.
Săpăturile arheologice au confirmat prezența în această zonă a așezărilor umane ale culturii Cucuteni-Tripolie (mileniul V-III î.Hr.), ale așezărilor din epoca fierului (mileniul I î.Hr.). În apropierea satului se află peste 20 de tumuli.
Din 1739 satul este numit Larga, după denumirea râulețului Larga, fapt confirmat printr-un document care atestă prezența în luna august a redutelor armatei rusești lângă sat.
Biserica „Sfânta Treime”

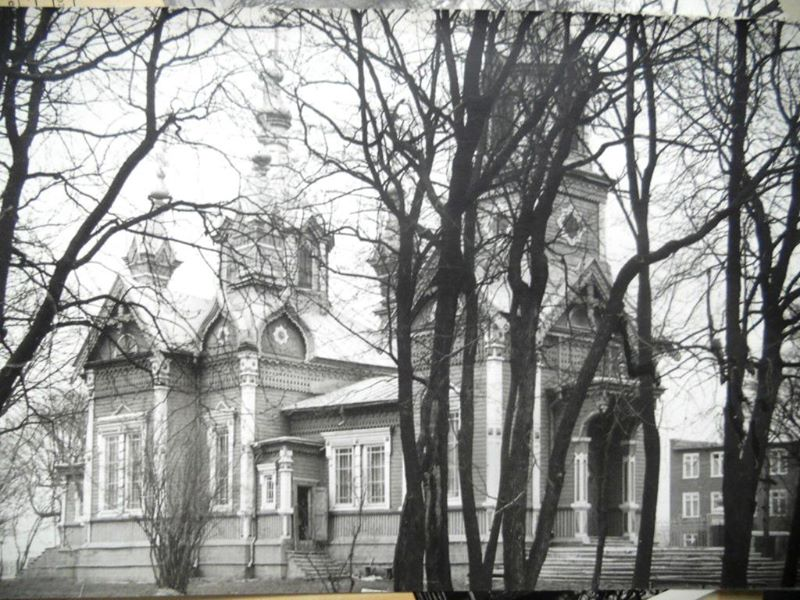
Imagine de epocă
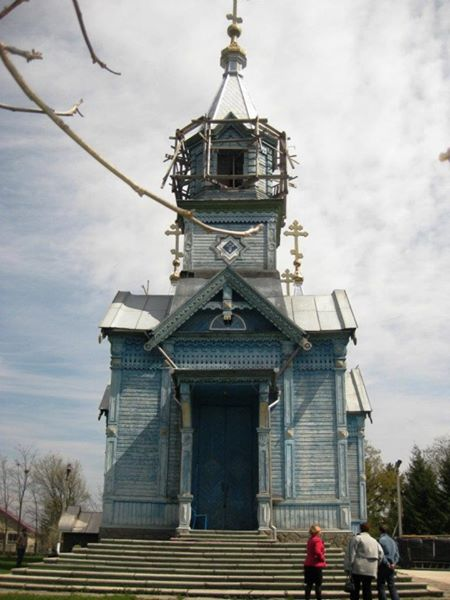
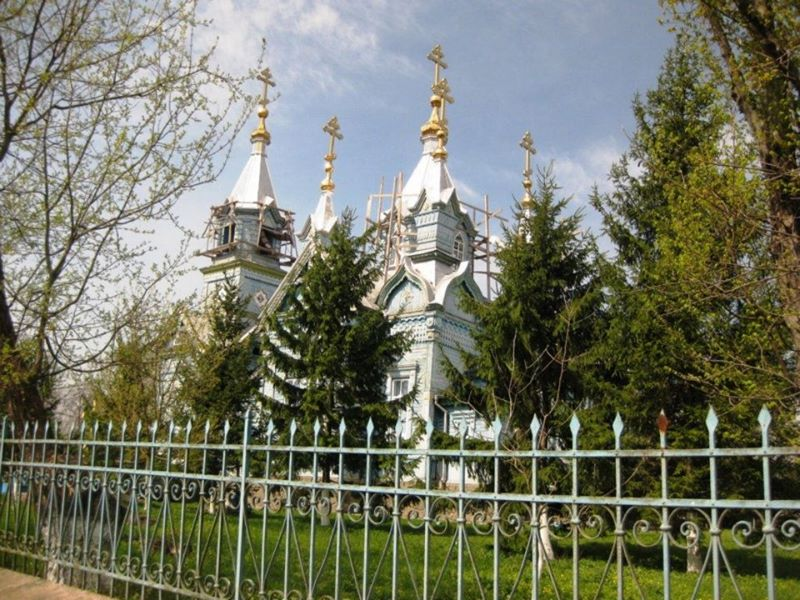
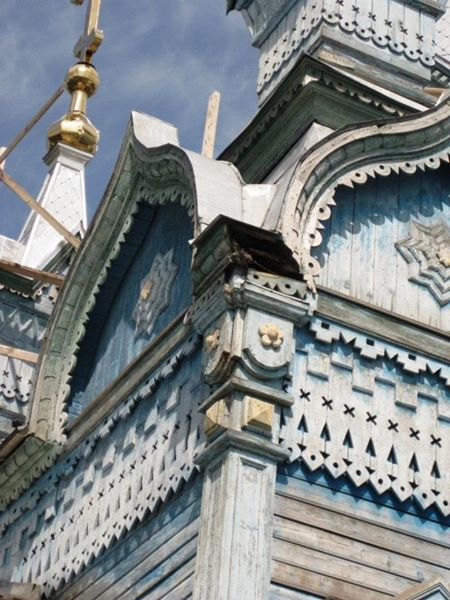
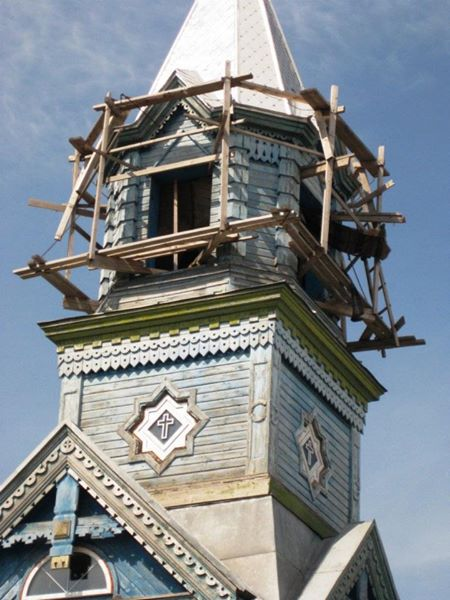
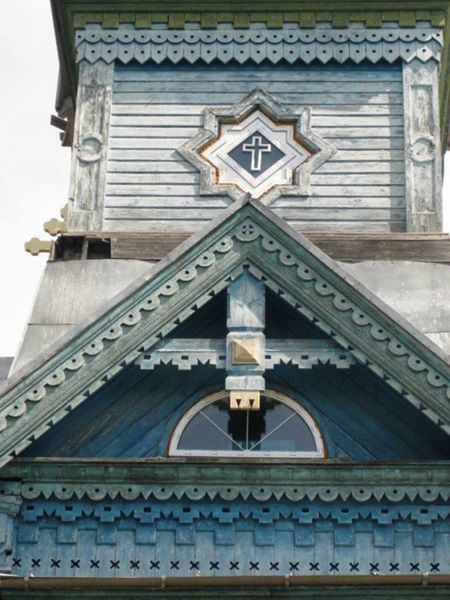

## Demografie
La recensământul din anul 2004, populația satului constituia 5.062 de oameni, 47% fiind bărbați și 53% femei. Structura etnică a populației în cadrul satului arăta astfel:
- 97,57% moldoveni
- 1,66% ucraineni
- 0,51% ruși
- 0.04% găgăuzi
- 0.02% bulgari
- 0.04% polonezi
- 0.16% - alte etnii.

Conform datelor recensământului din anul 2004, populația la nivelul comunei Larga constituie 5080 de oameni, 46.99% fiind bărbați iar 53.01% femei. Compoziția etnică a populația comunei arată în felul următor: 97.48% - moldoveni, 1.73% - ucraineni, 0.51% - ruși, 0.06% - găgăuzi, 0.02% - bulgari, 0.00% - evrei, 0.04% - polonezi, 0.00% - țigani, 0.16% - alte etnii.
În comuna Larga au fost înregistrate 2008 de gospodării casnice în anul 2004, iar mărimea medie a unei gospodării era de 2.5 persoane.

## Personalități

### Născuți în Larga
- Aleksandr Krupensky (1861–1939), mareșal al nobilimii din Basarabia între anii 1908 și 1913
- Ion Teodose Gheorghiță (1939–1991), scriitor și traducător moldovean
- Mihai Cimpoi (n. 1942), om de cultură, academician român, critic și istoric literar și eseist basarabean
- Mircea Ivănescu (n. 1943), inginer electronist român, profesor universitar, specialist în robotică și mecatronică.
- Serafim Urechean (n. 1950), om politic, președintele Curții de Conturi a Republicii Moldova